# غاري غرين (رجل أعمال)
غاري غرين (بالإنجليزية: Gary Green)‏ هو شخصية أعمال أمريكي، ولد في 8 سبتمبر 1965 في مانهاست في الولايات المتحدة.